# Матнику Маре (Караш-Северин)
Матнику Маре (рум. Mâtnicu Mare) насеље је у Румунији у округу Караш-Северин у општини Константин Даиковичу. Oпштина се налази на надморској висини од 185 m.

## Прошлост
Аустријски царски ревизор Ерлер је 1774. године констатовао да место "Мутник" припада Букошничком округу, Карансебешког дистрикта. Становништво је било претежно влашко.
Када је 1797. године пописан православни клир у селу Мутник је један свештеник. Село припада Фачетском протопрезвирату, Крашовске жупаније. Парох, поп Георгије Поповић (рукоп. 1779) служио се само румунским језиком.

## Становништво
Према подацима из 2002. године у насељу је живело 438 становника, од којих су сви румунске националности.